# 王昌兴
王昌兴（1937年6月—），辽宁盖州人。中华人民共和国政府人物。

## 生平
1960年2月，加入中国共产党。1958年9月毕业于沈阳有色金属工业学校，大专学历。1958年9月被分配到洛阳有色金属加工厂工作，历任技术员、助理工程师、厂团委副书记、车间党总支书记。1981年10月-1982年8月，在中共河南省委党校学习。1982年8月-1983年8月，任洛阳市直属机关党委副书记。1983年8月-1985年3月，任洛阳市劳动人事局局长、党组书记。1985年3月-1986年11月，任洛阳市纪委副书记。1986年11月至1994年，担任洛阳市人民检察院副检察长、检察长。1994年3月-1999年1月，担任洛阳市人大常委会副主任。